# Harwood Museum of Art
L'Harwood Museum of Art est un musée américain à Taos, dans le comté de Taos, au Nouveau-Mexique. Fondé en 1923, ce musée d'art est abrité dans un bâtiment construit à compter des années 1860 et qui est inscrit au New Mexico State Register of Cultural Properties depuis le 28 février 1975. Cet édifice est également inscrit au Registre national des lieux historiques, depuis le 22 décembre 1976, sous le nom d'Harwood Foundation.